# Gestiunea lanțului de aprovizionare
În comerț, gestiunea lanțului de aprovizionare reprezintă procesul economic care implică mișcarea și stocarea materiilor prime, produselor semifabricate și finale, împreună cu toți furnizorii, capacitățile de producție, depozitare și distribuție și clienții implicați.